# Mikhaïl Guerdjikov
Mikhaïl Guerdjikov (en bulgare : Михаил Герджиков), né le 26 janvier 1877 à Plovdiv (Empire ottoman) et mort le 18 mars 1947 à Sofia (Bulgarie), est un révolutionnaire et anarchiste bulgare.

## Biographie
Il naît le 26 janvier 1877 à Plovdiv, alors dans l'Empire ottoman. Il étudie à l'université française de Plovdiv, où il reçoit le surnom de Michel. En 1893, il commence en tant qu'étudiant ses activités révolutionnaires comme chef du comité révolutionnaire secret macédonien (CRSM). Plus tard, Mikhaïl Guerdjikov étudie en Suisse, à Lausanne et Genève, où il établit des liens étroits avec l'immigration révolutionnaire et crée ce que l'on appelle à l'époque le Groupe (ou Cénacle) de Genève, une extension du CRSM.
Sous une forte influence anarchiste, Mikhaïl Guerdjikov rejette le nationalisme des minorités ethniques dans l'Empire ottoman, en favorisant des alliances avec les musulmans ordinaires contre le sultanat et le projet d'une Fédération balkanique. En 1899, il revient dans les Balkans et travaille comme enseignant à Bitola. Il devient membre de l'Organisation révolutionnaire intérieure macédonienne et un ami proche de Gotsé Deltchev. Il est le cerveau et leader du soulèvement paysan de l'insurrection d'Ilinden en juillet 1903. Il réussit à établir la Commune de Strandja. En 1919, la Fédération des anarchistes communistes de Bulgarie (FACB) est fondée lors d'un congrès ouvert par Mikhaïl Guerdjikov. En 1925, il est parmi les fondateurs de l'Organisation révolutionnaire intérieure macédonienne (unie) à Vienne.
Mikhaïl Guerdjikov investit de grands espoirs dans le nouveau système socialiste après 1944, mais est rapidement déçu par le régime nouvellement créé. Il meurt le 18 mars 1947 à Sofia (Bulgarie).